# 45 Dywizjon Rakietowy Obrony Powietrznej
45 dywizjon rakietowy Obrony Powietrznej (45 dr OP) – samodzielny pododdział Wojska Polskiego.
Dywizjon  sformowany w 1971 w Smołdzinie jako 45 dywizjon ogniowy OPK. Podlegał dowódcy 4 Gdyńskiej Brygady Rakietowej Obrony Powietrznej. Dywizjon rozformowany został w roku 1995.

Wyposażenie stanowił system rakietowy S-75M „Wołchow” produkcji radzieckiej.

## Dowódcy dywizjonu
- 1971–1971 – kpt. Tadeusz Niedźwiecki
- 1971–1976 – kpt. Czesław Sulima
- 1976–1980 – ppłk Władysław Masłowski
- 1980–1983 – kpt. Romuald Ciura
- 1983–1984 – mjr Andrzej Słoniewski
- 1984–1987 – mjr Janusz Dudzikowski
- 1988–1992 – mjr Henryk Małkowski
- 1992–1994 – kpt. Sławomir Grobelny
- 1994–1995 – mjr Leszek Czarnecki